# Спиридон Транделис
Спиридон (на гръцки: Σπυρίδων) е гръцки духовник, лъгадински, литийски и рендински митрополит от 1967 до смъртта си в 2009 година.

## Биография
Роден е в 1926 година в Солун със светското име Сотириос Транделис (Σωτήριος Τραντέλλης). Завършва теология в Солунския университет. През 1952 г. е ръкоположен за дякон и презвитер. Работи като преподавател, като военен свещеник, игумен на манастира „Света Теодора“ в Солун, проповедник и генерален викарий на Касандрийската епархия. На 26 юни 1967 г. е ръкоположен за митрополит на възстановената Лъгадинска митрополия.
Умира на 4 декември 2009 година.